# 邾婁考公
邾娄考公（？—？），為春秋諸侯國邾国君主第20代君主，是邾隐公的曾孙。
邾婁考公去世，徐君派容居來弔丧，说：「寡君派容居坐着行含礼，進献诸侯所含之玉，派我容居行含礼。」邾国有司说：「諸侯來敝国，根据诸侯的身份，该简单就简单，该隆重就隆重，简单隆重错杂的却没有。」容居回答：「我听说：事奉国君不敢忘其君，也不敢忘记他的祖先。昔日我先君徐駒王西討渡过黄河，没有不用这种口气。容居是愚鲁之人，不敢忘其祖先。」
| 前任： 中间一世失考 上一代：邾桓公 | 春秋邾国君主 | 繼任： 中间后世失考 下一代：鄒穆公 |